# Gianfranco Baruchello
Gianfranco Baruchello (* 24. August 1924 in Livorno; † 13. Januar 2023 in Rom) war ein italienischer Künstler, der in Rom und Paris lebte.

## Leben
Gianfranco Baruchello war der Sohn eines Anwalts, der auch Direktor der Unione industriale di Livorno (Interessengemeinschaft der Industriellen) und Professor an der Universität in Pisa war, und einer Primarschullehrerin. Er besuchte das Gymnasium Umberto I in Rom, heute das Gymnasium Pilo Albertelli. Nach dem Zweiten Weltkrieg schloss er sein Studium der Rechtswissenschaft mit einer Abschlussarbeit im Fach Wirtschaft ab. 1947 arbeitete er für die Firma Bombrini Parodi Delfini, die chemisch hergestelltes Schießpulver und Sprengstoff produzierte. Zwischen 1949 und 1959 kümmerte er sich, auf Anreiz seines Vaters, um die Gesellschaft zur chemisch-biologischen Erforschung und Produktion. 1959 verließ Baruchello die Firma, um sich ausschließlich der Kunst zu widmen. Er lernte Sebastian Matta und drei Jahre später Alain Jouffroy kennen. 1963 lernte er Marcel Duchamp kennen, der ihn mit der Kunstszene aus New York vertraut machte. In New York machte er 1964 die Bekanntschaft von John Cage und mit der Pop-Art sowie dem amerikanischen abstrakten Expressionismus. Unter diesem Einfluss begann er, sich für die bewegten Bilder, den Film, zu interessieren, und arbeitete zusammen mit dem italienischen Filmemacher Alberto Grifi. Durch ihre Zusammenarbeit entstand der Film Verifica incerta.

## Werk
Seine künstlerischen Anfänge sind auf das Jahr 1959 zurückzuführen, als er mit der Leinwand als Bildträger experimentierte und Objekte mit recycelten gefundenen Materialien komponierte. Ab 1962 malte er Bilder auf großen Leinwänden und entwickelte eine Serie von eigenen Motiven. Auf weißen Oberflächen platzierte er sporadische Farbspuren, vage Formen und einzelne Linien. Anfang der 1970er Jahre begann Baruchello, Objekte in Kästen aus Holz oder Plexiglas zusammenzufügen, und malte seine Bilder nunmehr auf Aluminium. Die Bilder auf den Leinwänden, die Zeichnungen sowie die Aluminiumbilder sind von kleinen Figuren und Objekte aus dem Alltagsleben bevölkert, die sich in Form von Wegspuren und Landkarten auf dem Papier verteilen.
Gianfranco Baruchello hat sich durch die Jahrzehnte mit den unterschiedlichsten Themen auseinandergesetzt. Mitte der 1960er Jahre drehte er seinen ersten Film. Er befasste sich mit dem Qualitätsverlust des Bildes, mit der Fotokopie und der Fotokopie der Fotokopie. 1968 war er Mitbegründer der Gesellschaft „Artiflex“, die finanzielle Operationen simuliert. Das Motto war „Artiflex kommerzialisiert alles“. 1975 zog Baruchello aufs Land und gründete die Bewegung „Agricola Cornelia SpA“, die sich mit dem Ackerbau auseinandersetzt und Mythen, Kulturen und Traditionen des Ackerbaus und der Zootechnologie erforscht. 1984 erschien das Buch „Bellissimo il giardino“, das Baruchellos Beschäftigung mit der Gartenkunst darlegt.
„Take a painting, a box, one of Gianfranco Baruchello’s books. They are ‚great stores‘ of invisible, barely audible stories, which emerge from the visual and incomprehensively reveal themselves through monograms… They are deposits of narrative energy. Little generators of fable… There is little to see, a lot to think about.“
Die Malerei von Baruchello, die sich auf großen weißen Flächen zeigt, ist eine intellektuelle Malerei. Eine Verwandtschaft mit Paul Klee ist unverkennbar. Es verhält sich ähnlich wie bei der Pop Art. Hier haben Künstler banale Gegenstände aus dem Alltag herausgegriffen und überdimensioniert vergrößert neu dargestellt. Baruchello hingegen verschrumpft sie. Baruchellos Malerei aber basiert auf denselben banalen Alltagsbilder, die auf der Leinwand wie Buchstaben des Alphabetes auf einer Buchseite platziert wurden. Diese Bilder, die der Ikonographie des Fernsehens und der Werbung entstammen, wurden vom Künstler zusammengeschrumpft auf die Größe von Schrift. Daher muss seine Malerei gelesen werden. Infolgedessen muss sie auch gedacht, überlegt werden, wie jede Schrift es verlangt. Baruchello gestand auch, dass er für sein Schaffen nie von Bildern inspiriert wurde, sondern von Wörtern und Ideen. Er interessierte sich zum Beispiel für den französischen Psychoanalytiker Jacques Lacan und für den französischen Künstler Marcel Duchamp, denen er öfters Werke widmete. Mit Letzterem war er eng befreundet, und Duchamp wertschätzte Baruchellos Arbeiten; sie seien geschaffen, um sie von Nahem und sehr lange anzusehen. Theorien deutscher Philosophen aus dem 19. Jahrhundert wie Hegel und Kant gehören auch zu seiner Inspiration. In einem bisher unveröffentlichten Interview zwischen dem Künstler und seinem Kollegen Maurizio Cattelan gestand Baruchello zudem, dass er sich, wann immer möglich, gerne in Museen „klassischer“ Kunst aufhielt, wo er die Meisterwerke von Cranach, Bosch oder Mantegna bewunderte.
Das Gesamtwerk des Künstlers ist durch autobiografische Elemente beeinflusst. Die Geschichte und Orte seines Lebens sowie persönliche künstlerische, politische und literarische Mythen wie die Liebe, die Freunde, die Gärten, Duchamp, Lacan usw. finden sich in seinen miniaturisierten Objekte wieder.
Baruchellos Arbeiten sind im deutschsprachigen Raum wenig bekannt.

## Ausstellungen
- 2014/2015: Gianfranco Baruchello – Certain Ideas., ZKM Karlsruhe.
- 2014: Gianfranco Baruchello – Certain Ideas. Retrospektive., Deichtorhallen, Hamburg.[3]
- 2010: Galerie Michael Janssen, Berlin.
- 1985: Galerie Godula Buchholz, München.
- 1979: Galerie Godula Buchholz, München.
- 1975: Let’s mix all feelings together Gianfranco Baruchello, Erró, Öyvind Fahlström & Klaus Liebig, Städtische Galerie im Lenbachhaus, München, Frankfurter Kunstverein, Frankfurt, Musée d’art moderne de la Ville de Paris, Louisiana Museum, Humlebæk.
- 1971: Galerie Godula Buchholz, München.

## Bibliografie
- P. Fabbri (Hrsg.): Gianfranco Baruchello. Flussi, pieghe, pensieri in bocca. Skira, Milano 2007.
- M. Bandini: L’altopiano dell’incerto. Fabbri, Milano 1992.
- J.-F. Lyotard: La pittura del segreto nell’epoca post-moderna. Baruchello, Feltrinelli, Milano, 1982.
- H. D. Huber: System und Wirkung: Rauschenberg, Twombly, Baruchello, Fragen der Interpretation und Bedeutung Zeitgenössischer Kunst, Ein systemtheoretischer Ansatz. Fink, München, 1989.
- T. Trini: Introduzione a Baruchello. Tradizione orale e arte popolare in una pittura d’avanguardia. Galleria Schwarz, Milano 1975.
- U. Eco: Conversazione con Baruchello. In: De Consolatione Picturae, Galleria Schwarz, Milano 1970.
- A. Bonito Oliva, C. Subrizi: Baruchello. Certe idee. Electa, Roma 2011.

### Künstlerbücher
- Mi viene in mente, Galleria Schwarz, Milano, 1966.
- Avventure nell’armadio di Plexiglass, Feltrinelli, Milano, 1968.
- La quindicesima riga, Marcatrè, Lerici, Roma, 1968.
- Alphabets d’Éros, Galilée, Paris, 1976 (mit G. Lascault).
- La Stazione del Conte Goluchowsky, Exit, Bologna, 1978.
- L’altra casa, Galilée, Paris, 1979.
- Agricola Cornelia S.p.A. 1973–81, Exit, Milano, 1981.
- La scomparsa di Amanda Silvers, Exit, Bologna 1982.
- How to imagine, McPherson, New York, 1984 (mit H. Martin).
- Bellissimo il giardino, Exit, Ravenna, 1989.
- Miss Omissis, Exit, Bologna, 1991.
- Occhio di pietra, Exit & Galleria Milano, 1995.
- 6 poèmes et 8 dessins, AIOU, Saint-Etienne-Vallée-Française, 1995.
- Quaranta evening in TV, Exit, Ravenna, 1996.
- Gianfranco Baruchello, Galerie Michael Janssen Berlin, 2011.